# Guldhøj
Guldhøj er en tidligere dansk rundhøj fra bronzealderen nordvest for Vamdrup, vest for Kolding.
I 1891 blev rundhøjen udgravet af Vilhelm Boye og man fandt flere genstande, blandt andet tre egekister og en velbevaret klapstol.
Højen var overpløjet da den blev genundersøgt i 1954.
På lavkantkort (1901–1945) ses den lidt vest for gården navngivet Pröveminde, mens gården på firecentimeterkortet 1953–1976 er navngivet Toftegård.
Vejen Guldhøjvej ligger sydfor den tidligere gravhøj.